# Maplehurst (Wisconsin)
Maplehurst – miasto w Stanach Zjednoczonych, w stanie Wisconsin, w hrabstwie Taylor.